# La Bisbal d'Empordà (kommunhuvudort)
La Bisbal d'Empordà (baskiska: La Bisbal d'Emporda) är en kommunhuvudort i Spanien.   Den ligger i grevskapet Baix Empordà i provinsen Província de Girona och regionen Katalonien, i den nordöstra delen av landet, 600 km öster om huvudstaden Madrid. La Bisbal d'Empordà ligger 66 meter över havet. Antalet invånare i kommunen är 10 385.
Terrängen runt La Bisbal d'Empordà är platt åt nordost, men åt sydväst är den kuperad. Runt La Bisbal d'Empordà är det ganska tätbefolkat, med 139 invånare per kvadratkilometer. Närmaste större samhälle är Girona, 18,9 km väster om La Bisbal d'Empordà. Trakten runt La Bisbal d'Empordà består till största delen av jordbruksmark.